# Suzuki Shirō (chính khách)
Suzuki Shirō (鈴木史朗 Suzuki Shirō) (sinh ngày 16 tháng 7, 1967) là chính trị gia người Nhật Bản. Hiện tại, ông đang giữ chức vụ làm thị trưởng thành phố Nagasaki kể từ ngày 26 tháng 4 năm 2023.